# 576i
576i este un mod video cu definiție standard folosit inițial pentru televiziunea difuzată în majoritatea țărilor lumii în care frecvența utilității pentru distribuția energiei electrice este de 50 Hz. Din cauza asocierii sale strânse cu sistemul de codificare culoare, este adesea menționată simplu ca PAL, PAL/SECAM sau SECAM, în comparație cu variantele 60 Hz (de obicei vezi PAL-M) ale omologului sau, NTSC 480p. În aplicațiile digitale se numește de obicei "576i"; în contexte analoge se numește deseori "625 de linii", iar raportul de aspect este de obicei 4:3 în transmisia analogică și 16:9 în transmisia digitală.
576 are o rezoluție verticală de 576 de linii, iar pentru al identifica drept rezoluție. Rata câmpului, care este de 50 Hz, este uneori inclusă la identificarea modului video, adică 576i50; o altă notație, aprobată atât de Uniunea Internațională a Telecomunicațiilor este BT.601, cât și SMPTE/SMPTE 259M. Include rata cadrelor, la fel ca în 576i/25.
Parametrii săi de bază, atât pentru implementările analogice, cât și pentru cele digitale, sunt: 576 linii de scanare sau pixeli verticali ai conținutului imaginii, 25 de cadre (dând 50 de câmpuri) pe secundă.
În analog, 49 de linii suplimentare fără conținut de imagine sunt adăugate la cadrul afișat de 576 de linii pentru a permite timpului pentru circuitele mai vechi cu tub catodic să se întoarcă pentru următorul cadru, dând 625 de linii pe cadru. Informațiile digitale care nu pot fi afișate ca parte a imaginii pot fi transmise în liniile care nu sunt afișate; teletext și alte servicii și semnale de testare sunt adesea implementate.
Semnalele de televiziune analogice nu au pixeli; ele sunt create în linii de scanare, dar pe fiecare linie semnalul este continuu. În aplicațiile digitale, numărul de pixeli pe linie este o alegere arbitrară atât timp cât îndeplinește teorema de eșantionare. Valorile de peste 500 pixeli pe linie sunt suficiente pentru televiziunea convențională gratuită; DVB-T, DVD și DV permit valori mai bune, cum ar fi 704p sau 720p.
Formatul video poate fi transportat prin formate majore de televiziune digitală: ATSC, DVB și ISDB, dar și pe DVD și acceptă rapoarte de aspect standard 4:3 și anamorfic 16:9.